# Muir
Muir – wieś w Stanach Zjednoczonych, w stanie Michigan, w hrabstwie Ionia.